# Syzygium myhendrae
Syzygium myhendrae är en myrtenväxtart som först beskrevs av Richard Henry Beddome och Dietrich Brandis, och fick sitt nu gällande namn av James Sykes Gamble. Syzygium myhendrae ingår i släktet Syzygium och familjen myrtenväxter. IUCN kategoriserar arten globalt som starkt hotad. Inga underarter finns listade i Catalogue of Life.